# Tetramorium hungaricum
Tetramorium hungaricum is een mierensoort uit de onderfamilie van de Myrmicinae. De wetenschappelijke naam van de soort is voor het eerst geldig gepubliceerd in 1935 door Röszler.